# Émile-Louis Delbauve
Émile-Louis Delbauve, ou Louis-Émile Delbauve né à Contres (Loir-et-Cher) le 12 novembre 1854 et mort centenaire en décembre 1954, dans un lieu inconnu, est un sculpteur, graveur en médaille, aquafortiste et illustrateur français.

## Biographie
Élève d'Antoine-Eugène Renouard, membre de la Société des artistes français depuis 1895, rattaché à l'école française de peinture, Émile-Louis Delbauve expose au Salon des artistes français dès 1881. Il s'installe ensuite à Limoges. Il participe aux salons tourangeaux à partir de 1921, exposant des eaux-fortes représentant des vues de Tours.
Lieutenant colonel à la 16e légion de gendarmerie, on lui doit aussi en 1889 un Historique du 26e Régiment d'infanterie, illustré par lui-même.
Émile-Louis Delbauve est nommé chevalier dans l'ordre national de la Légion d'honneur par décret du 28 décembre 1897. Il est promu officier par décret du 5 juin 1913.